# Selfkant
Selfkant (niderl. Zelfkant) – miejscowość i gmina w Niemczech, w kraju związkowym Nadrenia Północna-Westfalia, w rejencji Kolonia, w powiecie Heinsberg.

## Współpraca
Miejscowości partnerskie:
- Görlitz, Saksonia
- List auf Sylt, Szlezwik-Holsztyn
- Oberstdorf, Bawaria